# Смутное время (Forgotten Realms)
Смутное время (англ. Time of Troubles), также известное, как Прибытие, Война богов и Кризис Аватар — глобальное событие в вымышленной вселенной Забытые Королевства. Оно произошло в Год Теней, 1358 год по летоисчислению Долин. В Смутное время божества Фейруна были вынуждены покинуть свои царства и в форме смертных аватар оказаться среди своих последователей. Некоторые божества были уничтожены в этот период, а их место заняли ловкие смертные, сумевшие добиться божественной власти.
События Кризиса Аватар описаны прежде всего в художественной «Трилогии Аватар» («Долина Теней», «Тантрас» и «Глубоководье», позднее трилогия была дополнена ещё двумя книгами: «Принц лжи» и «Безумный бог»). Также они получили отражение в ряде других романов, одни из которых лишь косвенно касались этих событий, другие же были всецело посвящены их последствиям. В основе сюжета компьютерной игры Baldur's Gate также лежит развитие событий Смутного времени.

## Краткое изложение
Смутное время было спровоцировано попытками двух тёмных богов, Бэйна и Миркула, выкрасть Скрижали Судьбы, распределяющие обязанности небожителей по мироустройству, с целью увеличения собственного могущества у Всевладыки Ао. Ао, разгневанный тем, что божества стали руководствоваться лишь жаждой власти и позабыли про своих смертных почитателей, отправил всех богов и богинь (за исключением бога стражей Хельма, оставленного охранять небесные врата) в мир их последователей. В результате этого клерики могли использовать божественную магию (заклинания, даруемые клерикам их божествами-покровителями) в радиусе одной мили от аватары божества, которому они поклоняются. Также начались проблемы с колдовской магией (той, которую используют маги и колдуны) — без постоянного контроля богини Мистры, её использование стало непредсказуемым и опасным. Кроме того, божества, оказавшись в форме аватар стали уязвимыми, хотя всё ещё достаточно могущественными. Многие из них за короткое время своего пребывание среди народов Фейруна оказали значительное влияние на мир.
Смутное время помимо художественных романов было отражено и в игровой литературе — так во второй редакции настольной ролевой игры Advanced Dungeons and Dragons исчез класс «убийца», присутствовавший в первой редакции. Это связано с гибелью всех наёмных убийц в Смутное время и исчезновением их культов из Фейруна. Из-за изменений магии претерпели значительные изменения списки заклинаний клериков и магов, а также были введены правила по зонам мёртвой и дикой магии. Также изменения произошли в пантеонах богов Фейруна, описанных в игровых руководствах.

## Смерти божеств
Смутное время внесло ряд изменений в пантеон Фейруна и ряд других. Некоторые божества в этот период были уничтожены:
- Бэйн, великий бог раздора, тирании и ненависти, один из Мёртвой Троицы, погиб в битве с полубогом Тормом, проходившей рядом с Тантрасом.
- Баал, средний бог убийств был убит смертным по имени Сирик при помощи меча Гибель богов (аватара Маски). Однако Баал предвидел свою гибель и заранее создал своих потомков, не отличающихся от людей. Эта сюжетная линия раскрывается в серии компьютерных игр Baldur's Gate.
- Миркул, великий бог смерти и один из Мёртвой Троицы, был убит в сражении с Миднайт, смертной волшебницы, получившей силу Мистры, в небе над Вотердипом.
- Гильгеам, полубог и король Унтера, был убит Тиамат.
- Ибрандул, меньший бог пещер, был уничтожен Шар, которая всё ещё выдаёт себя за мёртвого бога перед его последователями.
- Лейра, меньшая богиня обмана и иллюзий, была убита Сириком вскоре после получения им божественного статуса.
- Мистра, великая богиня магии и одна из самых могущественных божеств, была уничтожена Хельмом при попытке подняться по Небесной Лестнице.
- Рамман, меньший унтерский бог войны и гроз, был убит Хоаром, однако его божественную силу присвоил себе Анхур из мулхорандского пантеона.
- Торм, меньший бог и покровитель паладинов, был убит дыханием умирающего Бэйна, однако позже был воскрешён Ао.
- Ваукин, меньшая богиня богатства, была захвачена демон-принцем Граз'зтом и заперта в его Серебряном Дворце.